# Fernando Morán López
Fernando Morán López (ur. 25 marca 1926 w Avilés, zm. 19 lutego 2020 w Madrycie) – hiszpański polityk i dyplomata, parlamentarzysta krajowy, poseł do Parlamentu Europejskiego II, III i IV kadencji, w latach 1982–1985 minister spraw zagranicznych.

## Życiorys
Z wykształcenia prawnik, ukończył studia na Universidad de Madrid. Kształcił się następnie na London School of Economics, a także w Paryżu w zakresie stosunków międzynarodowych. W 1952 został słuchaczem rządowej szkoły dyplomacji Escuela Diplomática. Od pierwszej połowy lat 50. związany z hiszpańską dyplomacją. Pracował na różnych stanowiskach w placówkach w Buenos Aires, Pretorii, Lizbonie, a także w samym MSZ, specjalizując się głównie w problematyce afrykańskiej. W 1974 objął stanowisko konsula generalnego w Londynie. W połowie lat 70. w okresie przemian demokratycznych został w ministerstwie dyrektorem generalnym do spraw Afryki i Azji. Zrezygnował z tej funkcji w 1977, by wystartować w wyborach parlamentarnych (bez powodzenia).
Działał w Partido Socialista Popular, po czym dołączył do Hiszpańskiej Socjalistycznej Partii Robotniczej. W 1978 został wybrany do Senatu z Oviedo. W 1982 uzyskał mandat posła do Kongresu Deputowanych. Objął następnie stanowisko ministra spraw zagranicznych w gabinecie, którym kierował Felipe González. Był przeciwnikiem uczestnictwa Hiszpanii w strukturach NATO. W 1985 został odwołany z rządu w trakcie rekonstrukcji. W latach 1985–1987 był stałym przedstawicielem Hiszpanii przy Organizacji Narodów Zjednoczonych.
W latach 1987–1999 sprawował mandat eurodeputowanego II, III i IV kadencji. Pełnił funkcję przewodniczącego Komisji ds. Instytucjonalnych, a także wiceprzewodniczącego grupy Partii Europejskich Socjalistów. Zrezygnował z zasiadania w PE w 1999 na kilka miesięcy przed końcem kadencji, bez powodzenia kandydował wówczas na alkada Madrytu. Wszedł jednak do zarządu miasta jako concejal. Zrezygnował z tej funkcji w 2000 z powodów zdrowotnych.
Autor poezji, a także esejów poświęconych polityce i socjologii. Wydał takie publikacje jak También se muere en el mar (1958), El profeta (1961), José Giménez, promotor de ideas (1963), La destrucción del lenguaje (1981), España en su sitio (1990), Bloc de notas: análisis, esperanzas y nostalgias (1995). Współtworzył i redagował periodyki poświęcone naukom politycznym. Członek m.in. Klubu Rzymskiego.
Zawarł związek małżeński z siostrą Leopolda Calvo-Sotelo, miał troje dzieci.
Odznaczony francuską Legią Honorową (1985), Krzyżem Komandorskim Orderu Izabeli Katolickiej (1969), Krzyżem Kawalerskim (1963) i Krzyżem Wielkim (1986) Orderu Karola III.